# 킹스 폰 오프닝
킹스 폰 오프닝(King's Pawn Opening) 또는 킹스 폰 게임(King's Pawn Game)은 다음 수로 시작하는 체스 오프닝을 일컫는다.
1. e4
이 수는 체스에서 가장 인기 있는 첫 수이며, 그 다음으로 인기 있는 수는 1.d4이다. 20세기까지 1. e4에 대한 가장 흔한 응수는 1...e5이며 이는 오픈 게임으로 이어진다.

## 원칙
백은 스무 가지 가능한 첫 수 중 가장 인기 있는 수로 경기를 시작한다. 1.e4로 시작하는 거의 모든 오프닝은 자체적인 이름을 가지고 있기 때문에, 킹즈 폰 게임이라는 용어는 퀸스 폰 오프닝과 달리 경기의 오프닝을 설명하는 데 거의 사용되지 않는다.
킹즈 폰을 두 칸 전진시키는 것은 매우 유용하다. 왜냐하면 이는 중앙 칸을 차지하고, 중앙 칸 d5를 공격하며, 백의 킹사이드 비숍과 퀸의 전개를 허용하기 때문이다. 보비 피셔는 킹즈 폰 게임이 "시험을 거쳐 최고"(Best by test)라고 말했으며, "1.e4!로 내가 이긴다"고 선언했다.

## 오프닝 분류 및 대응
킹즈 폰 게임은 흑이 1...e5로 응수하는지 여부에 따라 세부적으로 더 분류된다. 1.e4 e5로 시작하는 오프닝은 더블 킹즈 폰 게임, 더블 킹즈 폰 오프닝, 대칭 킹즈 폰 게임 또는 오픈 게임이라고 불리는데, 이 용어들은 동의어이다. 흑이 1.e4에 1...e5 이외의 수로 응수하는 오프닝은 비대칭 킹즈 폰 게임 또는 세미 오픈 게임이라고 불린다.
체스 오프닝 백과사전 (ECO)은 모든 킹즈 폰 게임을 B 또는 C 권으로 분류한다. 게임이 1.e4 e6 (프렌치 디펜스) 또는 1.e4 e5로 시작하면 C권으로, 흑이 1.e4에 다른 수로 응수하면 B권으로 분류한다. 오프닝이 킹즈 폰 게임보다 더 구체적인 범주에 속하지 않는 드문 경우는 코드 B00(님조비치 디펜스와 1.e4 이후의 특이한 수 포함), C20(알라핀 오프닝과 1.e4 e5 이후의 특이한 수 포함), C40(라트비안 갬빗과 1.e4 e5 2.Nf3 이후의 특이한 수 포함), C50(헝가리 디펜스, 지우코 피아니시모, 1.e4 e5 2.Nf3 Nc6 3.Bc4 이후의 특이한 수 포함)에 포함된다.
ECO에서 하나 이상의 장으로 다루는 흑의 응수는 ChessBase에서 FIDE 등급이 매겨진 게임의 인기도 순으로 아래에 나열되어 있다.

### 인기 있는 대응
- 1...c5, 시실리안 디펜스는 현대 실전에서 가장 흔한 대응이다. 시실리안 디펜스는 흑이 d2–d4 전진에 ...cxd4로 맞설 준비를 하여 중앙을 놓고 싸울 수 있게 한다. 흑은 게임의 균형을 깨고 첫 수부터 승리를 노린다. 다양한 변화들은 체스에서 가장 날카롭고 많이 분석된 라인들을 포함한다. ECO에서 B20–B99까지 80개의 장이 할당되어 있다.
- 1...e5는 오픈 게임으로 이어지며 여기에는 루이 로페즈, 킹즈 갬빗, 이탈리안 게임, 스코치 게임 및 페트로프 디펜스와 같은 오프닝이 포함된다. 이 오프닝에서도 흑은 일반적으로 d2–d4 전진에 exd4로 맞설 준비가 되어 있지만, 일부 변형에서는 ...d6으로 중앙을 지킬 기회를 제공하기도 한다. 이 오프닝들은 ECO의 C20–C99 장에서 다루어진다.
- 1...e6은 프렌치 디펜스로, ECO의 C00–C19 장에서 다루어진다. 흑의 절제된 응수는 백이 2.d4를 플레이하도록 허용한다. 이는 백에게 공간적 우위를 제공하며, 흑의 폰 하나(일반적인 2...d5 이후)에 대해 중앙에 두 개의 폰이 있고, 두 비숍 모두에게 열린 라인이 있다. 반면 흑은 밝은 칸 비숍을 막아 전개를 방해한다. 보통 흑이 ...dxe4를 하거나 백이 e5로 전진하여 중앙의 긴장감을 해소한다. 후자의 경우, 흑은 일반적으로 ...c5 및 ...f6으로 백의 폰 중앙을 약화시키려 노력한다.
- 1...c6은 카로-칸 디펜스로, ECO의 B10–B19 장에서 다루어진다. 프렌치와 마찬가지로 견고한 응수로 간주되지만, 흑은 종종 중앙 통제권을 포기해야 한다(예: 2.d4 d5 3.Nc3 이후 흑은 보통 3...dxe4를 둔다). 반면에 밝은 칸 비숍은 프렌치에서 흔히 발생하는 것처럼 자신의 폰 뒤에 갇히는 경우가 드물다.
- 1...d6은 일반적으로 피어츠 디펜스 (1.e4 d6 2.d4 Nf6 3.Nc3 g6, ECO 코드 B07–B09)를 의도하고 두는 수이다. 이는 흑이 백에게 지배적인 중앙을 구축하도록 허용하되, 나중에 이를 전복시키려는 하이퍼모더니즘적인 방어이다. 이 수 또한 모던 디펜스, 프리빌 시스템 또는 필리도어 디펜스로 이어질 수 있다.
- 1...g6은 모던 디펜스이다. 이것은 피어츠 디펜스와 관련이 있으며, 서로 전이될 수 있다. 이 오프닝은 백이 2.d4로 폰 중앙을 구축할 수 있게 하지만, 흑은 킹즈 비숍을 g7으로 전개하고 중앙을 반격한다. 이 오프닝은 ECO의 B06–B09 장에서 다루어지며, 모던 디펜스는 B06 장에서 다루어진다.
- 1...d5, 스칸디나비안 디펜스 또는 센터 카운터 디펜스는 e4 폰에 대한 직접적인 공격으로 중앙의 상황을 강제한다. 그러나 2.exd5 Qxd5 3.Nc3 이후 백은 흑의 조기 전개된 퀸을 공격하여 시간을 번다. 또는 흑은 2...Nf6 ( 마셜 갬빗)를 둘 수 있으며, 이때 백은 3.d4 Nxd5 4.c4로 공간적 우위를 가져가거나, 3.c4로 흑이 보통 3...c6 또는 3...e6으로 갬빗을 제안한다. 스칸디나비안은 ECO의 B01 장에서 다루어진다.
- 1...Nf6은 알레킨 디펜스로, 백이 2.e5로 나이트를 공격하도록 유도한다. 흑은 나이트가 보드 위에서 쫓겨다니면서 여러 번 이동하는 데 시간을 소비하게 되며, 이 동안 백은 넓은 폰 중앙을 구축할 수 있다. 흑은 폰이 과도하게 전진되어 나중에 이를 약화시킬 수 있기를 기대한다. 알레힌은 ECO의 B02–B05 장에서 다루어진다.

### 흔치 않은 대응
이 여덟 가지 응수 외에 흑의 다른 모든 응수는 ECO 장 B00에 함께 다루어진다. 이 중 몇몇은 전혀 알려지지 않은 것은 아니며, 자세히 분석되어 왔다.
- 1...Nc6은 님조비치 디펜스로, 흑이 백에게 초기 단계에 폰으로 중앙을 점령하도록 유도하는 하이퍼모던 오프닝의 한 예이다. 2.d4 이후에는 2...e5(토니 마일즈가 선호함)와 2...d5(아론 님조비치가 도입하고 자주 사용함)라는 두 가지 독특한 주요 라인이 있다.
- 1...b6은 오웬 디펜스로, 흑의 비숍을 b7으로 전개하여 백의 중앙에 압력을 가할 준비를 한다.
- 1...a6은 성 조지 디펜스이다. 흑은 2...b5로 퀸사이드를 전진할 준비를 하지만, 백이 2.d4로 중앙을 점령하도록 허용한다. 이 오프닝은 1980년 토니 마일즈가 아나톨리 카르포프를 이기는 데 사용한 후 주목을 받았다.[4]
- 1...g5는 보르그 디펜스(그롭 어택을 거꾸로) 또는 바스만 디펜스로, 마이클 바스만이 자주 두었다. 이 수는 킹사이드를 심하게 약화시키지만, 모던 체스 오프닝스 (MCO)에 따르면 흑은 약간 더 나쁠 뿐이다.[5]

### 희귀한 대응
1.e4에 대한 나머지 응수는 매우 드물고, 마스터 사이에선 심각하고 진지한 관심을 받지 못했다. MCO는 이들을 논의할 가치도 없을 정도로 나쁘다고 간주하여 다루지 않는다. 이러한 오프닝은 때때로 거칠고 흥미진진한 게임으로 이어지며, 약한 플레이어가 더 잘 훈련된 상대방을 "교과서에서 벗어나게" 하기 위해 가끔 사용된다. 일부는 이국적인 이름을 가지고 있다. 이러한 오프닝은 아래에 강력한 플레이어가 사용한 사례와 함께 나열되어 있다.
- 1...a5, 콘 스톡 디펜스. 미국 체스 선수 프레스턴 웨어는 1880년부터 1882년까지 11번의 기록된 토너먼트 게임에서 콘 스톡을 사용했으며, 4승 7패를 기록했다. 주요 문제점은 매우 이른, 따라서 잠재적으로 불필요한 주변 기물의 전개이다.
- 1...b5, 오닐 갬빗. 흑은 희생된 폰에 대한 실질적인 보상이 없다.
- 1...f5, 두라스 갬빗, Unorthodox Chess Openings 책에 따른 명칭이다. 이것은 2.exf5 Nf6 이후 흑이 전개에서 앞서게 하는 폰 희생이지만, 희생된 폰에 대한 추가적인 보상은 많지 않다. 이 위치에서 또 다른 수는 2...Kf7로, "프레드"라고 불리며 농담성 오프닝으로 간주된다. 3.Qh5+ 이후, 흑은 g6를 두어 킹사이드 포지션을 망쳐야 한다. 이 라인은 오십 베른슈타인과 올드리치 두라스 간의 전시 경기에서 세 번 플레이되었다.
- 1...h5, 골드스미스 디펜스 또는 피커링 디펜스. 이 수는 템포를 낭비하고 킹사이드를 약화시키는 것에 불과하다. 이것은 카다스 오프닝의 역방향 버전이다.[7]
- 1...f6은 토마스 윌슨 반스의 이름을 따서 반스 디펜스라고 불린다. 이 수는 분명히 나쁜 수이며, f6 칸을 나이트로부터 빼앗고 흑의 킹사이드를 약화시킨다. 비록 반스는 1858년에 폴 모피를 이 방어로 물리쳤지만 말이다.[8][9]
- 1...h6은 Unorthodox Chess Openings에서 카 디펜스라고 불린다. 이 방어는 마이클 바스만과 망누스 칼센도 사용했다. 2.d4 g5 이후 보르그 디펜스로 전이될 가능성이 높다.
- 1...Na6은 Unorthodox Chess Openings에서 레밍 디펜스라고 불리며, 나이트를 나쁜 칸으로 전개한다.
- 1...Nh6, 아담스 디펜스 또는 와일드 불 디펜스. 구식 히포 시스템으로 전이될 수 있다.[7]

## 같이 보기
- 체스 오프닝 목록
- 오픈 게임
- 세미 오픈 게임

## 참고 문헌
- de Firmian, Nick (2008). 《Modern Chess Openings》 15판. McKay. ISBN 978-0-8129-3682-7.
- Hooper, David; Whyld, Kenneth (1996). 《옥스퍼드 체스 동반자》 2판. 옥스퍼드 대학교 출판부. ISBN 0-19-280049-3.
- Schiller, Eric (2002). 《Unorthodox Chess Openings》 2판. Cardoza. ISBN 978-1-58042-072-3.